# Dachprofil

Schematische Darstellung eines (positiven) Dachprofils

Schematische Darstellung eines negativen Dachprofils

Das Dachprofil stellt eine Form der Querneigung im Straßen- und Wegebau dar. Die Querneigung fällt bei dieser Form von der Mitte nach außen hin ab und bildet damit eine so genannte Dachformneigung. Das Dachprofil entwickelte sich aus dem Graderprofil und wurde anfangs sowohl für Außerortsstraßen als auch für Innerortsstraßen verwendet. Mit zunehmender Motorisierung und höheren Reisegeschwindigkeiten wurde es insbesondere bei Außerortsstraßen durch das Pultprofil ersetzt. Innerorts hat sich das Dachprofil dagegen bewährt, da die gefahrene Geschwindigkeiten geringer sind und oftmals durch Randbebauung Zwangspunkte vorgegeben sind (wie etwa Grundstückzugänge oder -zufahrten). Bei breiten Straßenquerschnitten (ab vier Fahrstreifen) wird ebenfalls das Dachprofil gewählt, da so das anfallende Oberflächenwasser schneller abgeleitet werden kann. Der Aufwand beim Bau des Dachprofils ist dagegen höher, da an beiden Fahrbahnrändern Entwässerungseinrichtungen vorgesehen werden müssen.
Eine Sonderform stellt das negative Dachprofil dar. In diesem Fall verläuft die Querneigung nicht von der Mitte nach außen, sondern umgekehrt. Die Entwässerungseinrichtung befindet sich somit in der Mitte. Zur Anwendung kommt das negative Dachprofil beispielsweise bei langsam befahrenen Straßen (Verkehrsberuhigter Bereich), Fußwegen oder Fußgängerzonen.